# Grazer Buchtisch

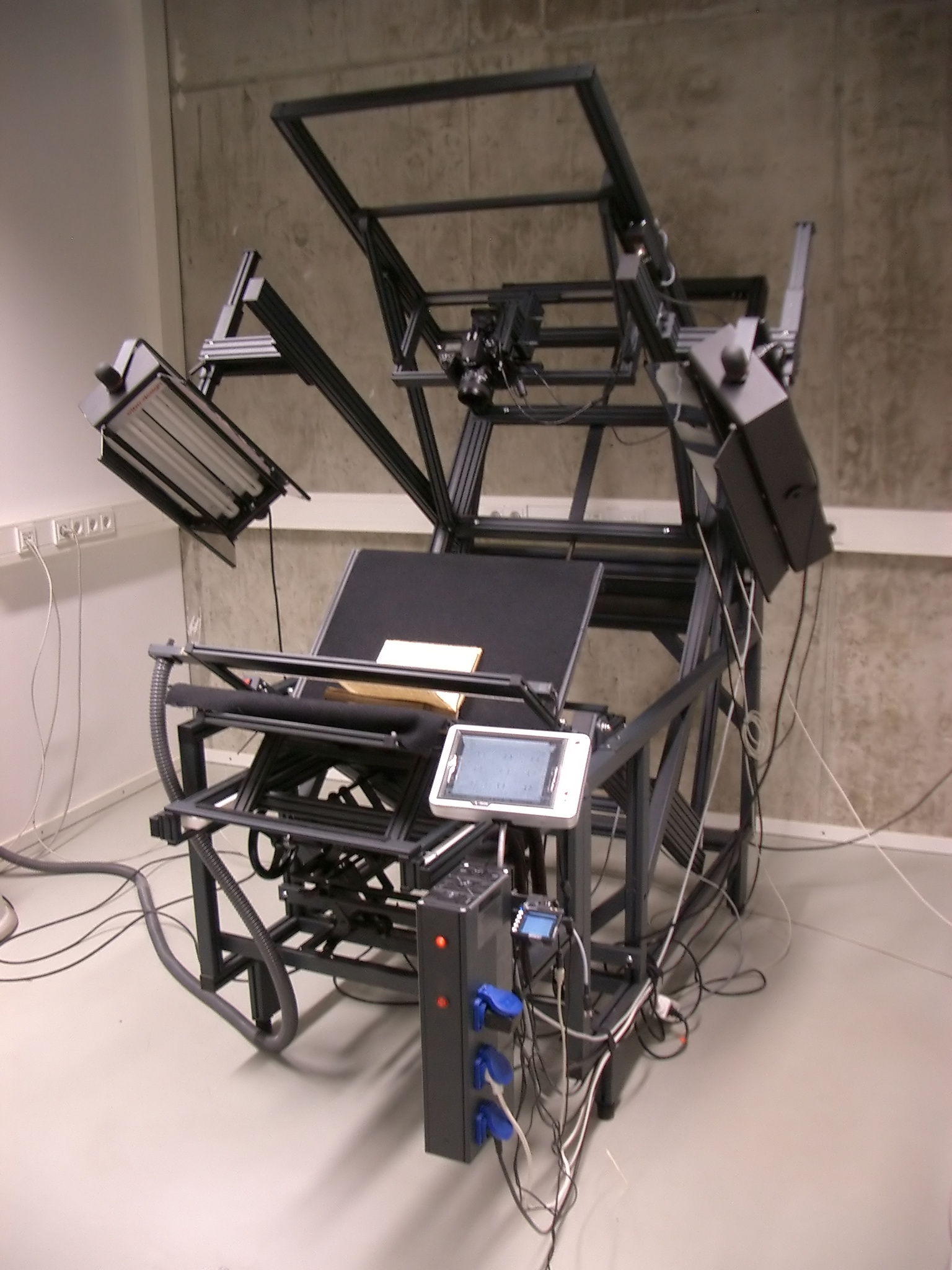
Grazer Buchtisch

Der Grazer Buchtisch (auch Grazer Buchwiege) ist eine Vorrichtung für die Retrodigitalisierung von empfindlichen Büchern wie Inkunabeln und Codices. Er wurde von Manfred Mayer an der Abteilung für Sondersammlungen der Universitätsbibliothek Graz entwickelt. Durch einen Öffnungswinkel von weniger als 140° wird der Bucheinband im Vergleich zur Aufnahme mit der Buchwippe geschont. Die Aufnahme bei einem noch geringeren Öffnungswinkel ist beispielsweise mit dem Wolfenbütteler Buchspiegel möglich.
Der Grazer Buchtisch besteht aus einer Tischkonstruktion, auf die als Halterung eine Buchwiege montiert ist. Zum Scannen werden einzelne Buchseiten manuell auf einen sogenannten Unterdruckarm gelegt, der die Buchseite durch Ansaugen festhält und geringfügig spannt. Die spezielle Konstruktion des Buchtisches sorgt dafür, dass die über dem Buch angeordnete Kamera immer rechtwinklig zur Buchseite ausgerichtet ist. Bei neueren Geräten hilft eine Lasermarkierung bei der Positionierung der Vorlagen.
Zur Aufnahme können nahezu beliebige Kameras eingesetzt werden, üblich sind hochauflösende digitale Spiegelreflexkameras oder Großformatkameras mit Scanback.